# Клементьев, Андрей (политик)
Андре́й Ви́кторович Клеме́нтьев (латыш. Andrejs Klementjevs; 7 сентября 1973 года, Рига) — латвийский политик, депутат Сейма Латвии в 1998—2022 годах. Представитель Социал-демократической партии «Согласие».

## Биография
Родился 7 сентября 1973 года в Риге. 
Начал работать в 1992 году инспектором пенсионного отдела социального обеспечения Латгальского предместья Риги. В 1994—1998 годах был инспектором Криминальной полиции МВД в звании лейтенанта. В 1998 году получил степень бакалавра экономических наук в Рижском Авиационном университете, а в 2011 степень магистра социальных наук в сфере общественного руководства в Латвийском университете.

### Политическая деятельность
В 1998 году Андрей Клементьев стал депутатом VII Сейма от партии «Равноправие» блока «ЗаПЧЕЛ». В составе парламентской следственной комиссии участвовал в расследовании «Педофилгейта» — скандального дела, в котором были замешаны влиятельные латвийские политики.
В 2002 был избран в VIII Сейм. В феврале 2003, когда Партия народного согласия покинула «ЗаПЧЕЛ», чтобы создать собственную фракцию, Клементьев вместе с тремя другими депутатами «Равноправия» Александром Барташевичем, Виталием Орловым и Анатолием Мацкевичем перешёл в ПНС. Это спровоцировало инцидент: член «Равноправия» Наталия Ёлкина проникла на заседание ПНС и попыталась швырнуть в «перебежчиков» тридцать латов. Деньги попали в Валерия Агешина. Лидер «Равноправия» Татьяна Жданок и председатель Владимир Бузаев отметили, что не знали о намерениях Ёлкиной, но считают её поступок заслуженным. C 2003 по 2006 Клементьев стал заместителем председателя фракции ПНС (c 2005 «Центра согласия») в Сейме.
С 2006 по 2010 (IX Сейм) был заместителем секретаря Сейма.
С 2010 по 2014 (X и XI Сейм) занимал должность заместителя председателя Сейма Солвиты Аболтини. С 2014 по 2022 годы (XII и XIII Сейм) являлся секретарём Сейма.
Безуспешно участвовал в выборах в Европарламент 2009 и 2014 годов.
В 2022 году, безуспешно баллотировался в Сейм XIV созыва. В январе 2023 года покинул партию «Согласие», а уже в апреле того же года вступил в партию «Вместе для Латвии». В 2024 году стал помощником депутата Сейма, Илзы Стобовой.
В 2025 году он был избран в Рижскую думу, от партии «Латвия на первом месте».

## Семья
Родители — Виктор и Тейксма Клементьевы. Брат  — Юрий Клементьев, также состоял в ПНС, был признан виновным в организации скупки голосов на парламентских выборах 2006 года, после чего вышел из партии.
Жена — Сармите Клементьева. Супруги женаты с сентября 2001 года. в браке родились два сына.